# 馬永巴國家公園
馬永巴國家公園是西非國家加蓬的國家公園，也是該國唯一的海岸公園，位於該國西南部，距離馬永巴20公里，佔地870平方公里，成立於2002年，涵蓋棱皮龜最重要的產卵地，野生物物有非洲森林象、水牛、豹、大猩猩、黑猩猩、羚羊、鱷魚、河馬、海豚、鯊魚和座頭鯨。

## 外部連結
- Virtual Tour of the National Parks
- Official Mayumba National Park Website- English and French （页面存档备份，存于）
- Wildlife Conservation Society